# Leuwigoong (plaats)
Leuwigoong is een bestuurslaag in het regentschap Garut van de provincie West-Java, Indonesië. Leuwigoong telt 8628 inwoners (volkstelling 2010).